# Helmut Köglberger
Helmut Köglberger (Steyr, 1946. január 12. – 2018. szeptember 23.) válogatott osztrák labdarúgó, csatár, edző.

## Pályafutása

### Klubcsapatban
1962 és 1964 között az Amateure Steyr csapatában szerepelt. 1964 és 1968 között a LASK, 1968 és 1974 között az Austria Wien játékosa volt. 1974-ben visszatért a LASK-hoz, ahol 1981-ig játszott. A két csapattal három-három bajnoki címet és osztrák kupagyőzelmet ért el. Kétszer volt az osztrák élvonal gólkirálya.

### A válogatottban
1965 és 1976 között 28 alkalommal szerepelt az osztrák válogatottban és hat gólt szerzett.

## Magánélete
Köglberger nem ismerte az apját, aki egy afroamerikai amerikai katona volt. Mivel anyjának az iskoláztatása a háború utáni években nehézségekbe ütközött, ezért nagyanyja és nagynénje nevelte Sierningben. 1966-ban nősült meg és három fia született.

## Sikerei, díjai
LASK
- Osztrák bajnokság
  - bajnok: 1964–65
- Osztrák kupa
  - győztes: 1965

 Austria Wien
- Osztrák bajnokság
  - bajnok (2): 1968–69, 1969–70
  - gólkirály (2): 1968–69 (31 gól), 1974–75 (22 gól, Austria Wien és LASK)
- Osztrák kupa
  - győztes (2): 1971, 1974